# Willenbachgraben
Der Willenbachgraben (Ruisseau le Willenbachgraben) ist ein rechter Zufluss des Seltzbaches im französischen Département Bas-Rhin.

## Verlauf
Der Willenbachgraben entspringt auf einer Höhe von 193 m in den Nordvogesen in einer landwirtschaftlich genutzten Zone südöstlich von Dieffenbach-lès-Wœrth. Seine Fließrichtung bis zur Mündung ist der Nordosten. Der Willenbachgraben überschreitet kurz nach seiner Entstehung die Grenze zwischen Dieffenbach-lès-Wœrth und Preuschdorf und fließt dann links an der ehemaligen Erdölförderanlage Le Bel Puit II vorbei. Sein weiterer Weg führt auf seiner rechten Seite am Nordosthang des Roettelberges und dann an der Südostseite einer weiteren stillgelegten Erdölquelle entlang. Er unterquert danach die D28 und mündet schließlich westlich von Merkwiller-Péchelbronn auf einer Höhe von 160 m unterirdisch verrohrt   in den Seltzbach.